# Antônio Carlos Konder Reis

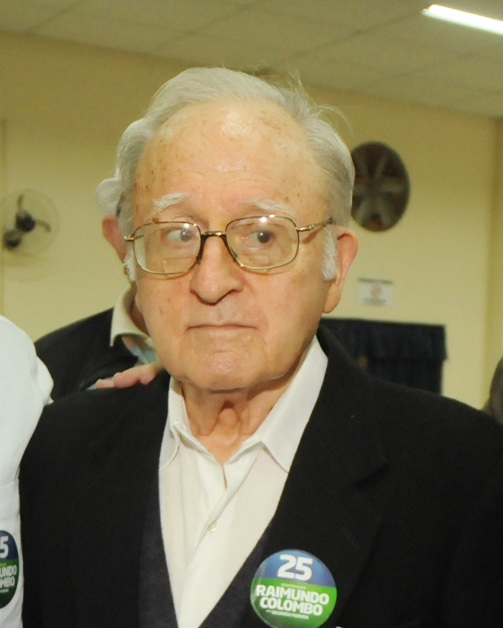
Antônio Carlos Konder Reis

Antônio Carlos Konder Reis (* 16. Dezember 1924 in Itajaí, Santa Catarina; † 12. Juni 2018 ebenda) war ein brasilianischer Politiker.

## Politischer Werdegang
Konder Reis, Neffe des Ex-Gouverneurs von Santa Catarina, Adolfo Konder (1884–1956), war zunächst Abgeordneter für die União Democrática Nacional (UDN) in der ersten und zweiten Legislativversammlung von Santa Catarina (Assembleia Legislativa de Santa Catarina) von 1947 bis 1951 und von 1951 bis 1955. Seinen Heimatstaat Santa Catarina vertrat er danach in der Câmara dos Deputados während deren 40. Legislaturperiode von 1955 bis 1959 sowie noch einmal in der 51. Legislaturperiode von 1999 bis 2003.
Er war zwischenzeitlich von 1975 bis 1979 Gouverneur des Bundesstaates Santa Catarina. Nachfolger (1979–1982) wurde sein Cousin Jorge Konder Bornhausen. 1983 wurde er zum Mitglied der Academia Catarinense de Letras (Stuhl 22) in Florianópolis gewählt.
Von März 1991 bis April 1994 war Konder Reis der Vizegouverneur von Santa Catarina unter Gouverneur Vilson Pedro Kleinübing, bevor er von April 1994 bis 1995 erneut das Amt des Gouverneurs innehatte.

## Politische Schriften (Auswahl)
- O imposto de vendas e consignações. 1948.
- Em defesa da colonização alemã. Catarinense, Florianópolis 1949.
- O papado através da história. 1950.
- Missão na ONU. Imprensa Nacional, Brasília 1964.
- Relatório sobre o projeto de Constituição do Brasil. 1967.
- Missão em Nova Delhi. Senado, Brasília 1968.
- Problemas da pesca. 1971.
- A propósito dos rumos do desenvolvimento brasileiro. 1971.
- Abertura e desenvolvimento político. Senado, Brasília 1972.
- Adolpho Konder. Secom, Florianópolis 1984.